# Bolivaritettix tandoni
Bolivaritettix tandoni är en insektsart som beskrevs av Shishodia 1991. Bolivaritettix tandoni ingår i släktet Bolivaritettix och familjen torngräshoppor. Inga underarter finns listade i Catalogue of Life.